# Malh Ròi
El Malh Ròi és una muntanya de 2.162 metres que es troba entre els municipis d'Es Bòrdes, a la comarca de la Vall d'Aran i França.